# Klouékanmè (arrondissement)
Klouékanmè est un arrondissement du département du Couffo au Bénin.

## Géographie
Klouékanmè est une division administrative sous la juridiction de la commune de Klouékanmè,.

## Démographie
Selon le recensement de la population effectué par l'Institut National de la Statistique Bénin en 2013, Klouékanmè compte 23763 habitants pour une population masculine de 11250 contre 12513 de femmes pour un ménage de 5116.